# Hyla
Hyla es un género de anfibios anuros de las familia Hylidae. La palabra Hyla proviene de árbol, ya que estas ranas son verdaderamente arborícolas. Presentan una amplia distribución, que incluye Europa, sur de Asia, norte de África y Norteamérica.
Más de 300 especies fueron descritas dentro de este género, pero tras una revisión genética de la familia Hylidae, hecha por Julián Faivovich y otros (2005), la mayoría de las especies fueron clasificadas en otros géneros, por lo que ahora Hyla solo contiene un total de 35 especies.

## Especies
Se reconocen las siguientes según ASW:
- Hyla andersonii Baird, 1854. - Rana Arbórea del Yermo de Pinos.
- Hyla annectans Jerdon, 1870
- Hyla arborea Linnaeus, 1758. - Ranita de San Antonio.
- Hyla arboricola Taylor, 1941
- Hyla arenicolor Cope, 1866. Ranita de las rocas.
- Hyla avivoca Viosca, 1928
- Hyla bocourti Mocquard, 1899
- Hyla carthaginiensis Dufresnes et al., 2019
- Hyla chinensis Günther, 1858
- Hyla chrysoscelis Cope, 1880
- Hyla cinerea Schneider, 1799. - Rana verde de Norteamérica.
- Hyla dabieshanensis  Zhang, Zhang & Zhang, 2025.[2]
- Hyla euphorbiacea Günther, 1858
- Hyla eximia Baird, 1854 foto
- Hyla felixarabica Gvoždík, Kotlík & Moravec, 2010
- Hyla femoralis Bosc, 1800
- Hyla gratiosa LeConte, 1856
- Hyla hallowellii Thompson, 1912
- Hyla heinzsteinitzi Grach, Plesser & Werner, 2007[3] foto
- Hyla immaculata Boettger, 1888
- Hyla intermedia Boulenger, 1882. - Ranita italiana
- Hyla japonica Günther, 1859. - Rana japonesa del árbol.
- Hyla meridionalis Boettger, 1874. - Ranita meridional
- Hyla molleri Bedriaga, 1890
- Hyla orientalis Bedriaga, 1890
- Hyla perrini Dufresnes et al., 2018
- Hyla plicata Brocchi, 1877
- Hyla sanchiangensis Pope, 1929
- Hyla sarda Betta, 1853. - Ranita sarda
- Hyla savignyi Audouin, 1827
- Hyla simplex Boettger, 1901
- Hyla squirella Bosc, 1800. - Rana ardilla, ranita camaleónica o de la Carolina.
- Hyla suweonensis Kuramoto, 1980
- Hyla tsinlingensis Liu & Hu In Hu, Zhao & Liu, 1966.
- Hyla versicolor LeConte, 1825. - Rana arbórea gris
- Hyla walkeri Stuart, 1954
- Hyla wrightorum Taylor, 1939
- Hyla zhaopingensis Tang & Zhang, 1984.

Las otras especies han sido reclasificadas, de manera que fueron "resucitados" cuatro géneros, que habían sido relegados a la sinonimia de Hyla, por ejemplo el género Dendropsophus, que incluye 90 especies que se caracterizan por tener 30 cromosomas: así, Hyla acreana es Dendropsophus acreanus; o Hyla labialis (foto) es Dendropsophus labialis.
Hyla albofrenata, H. albosignata, H. albomarginata, fueron incluidas en Aplastodiscus. Nuevos nombres genéricos fueron propuestos para los grupos de Hyla aromatica, H. bromeliacia, H. godmani, H. mixomaculata, H. taeniopus e H. tuberculosa,' y para los clados compuestos por los grupos de H. pictipes e H. pseudopuma, y por los grupos de H. circumdata, H. claresignata, H. martinsi e H. pseudopseudis.

## Galería

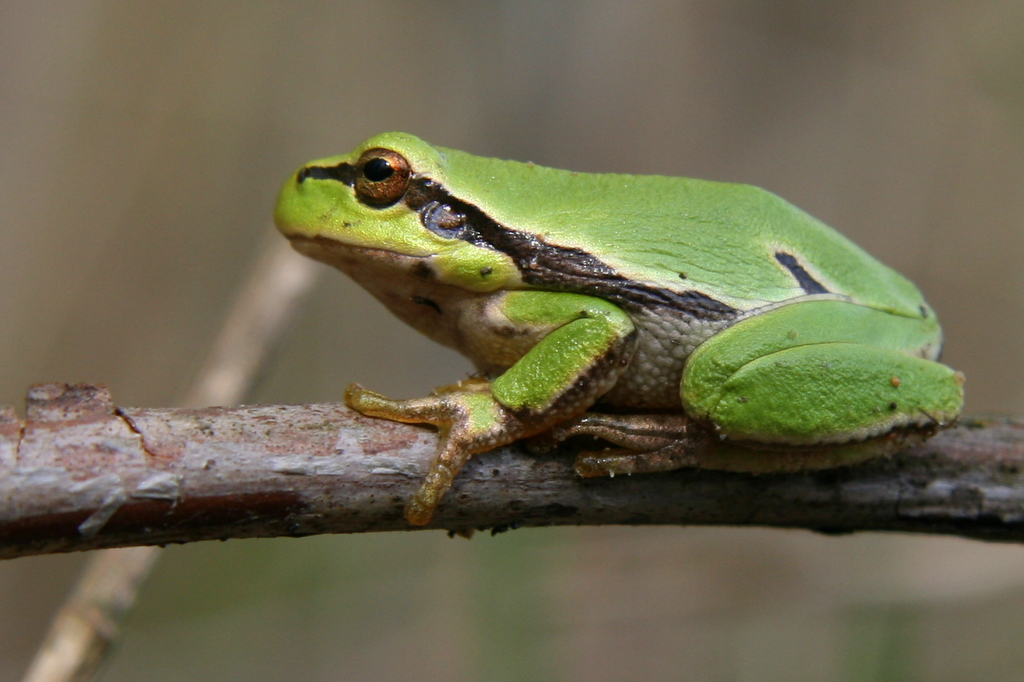
Hyla arborea
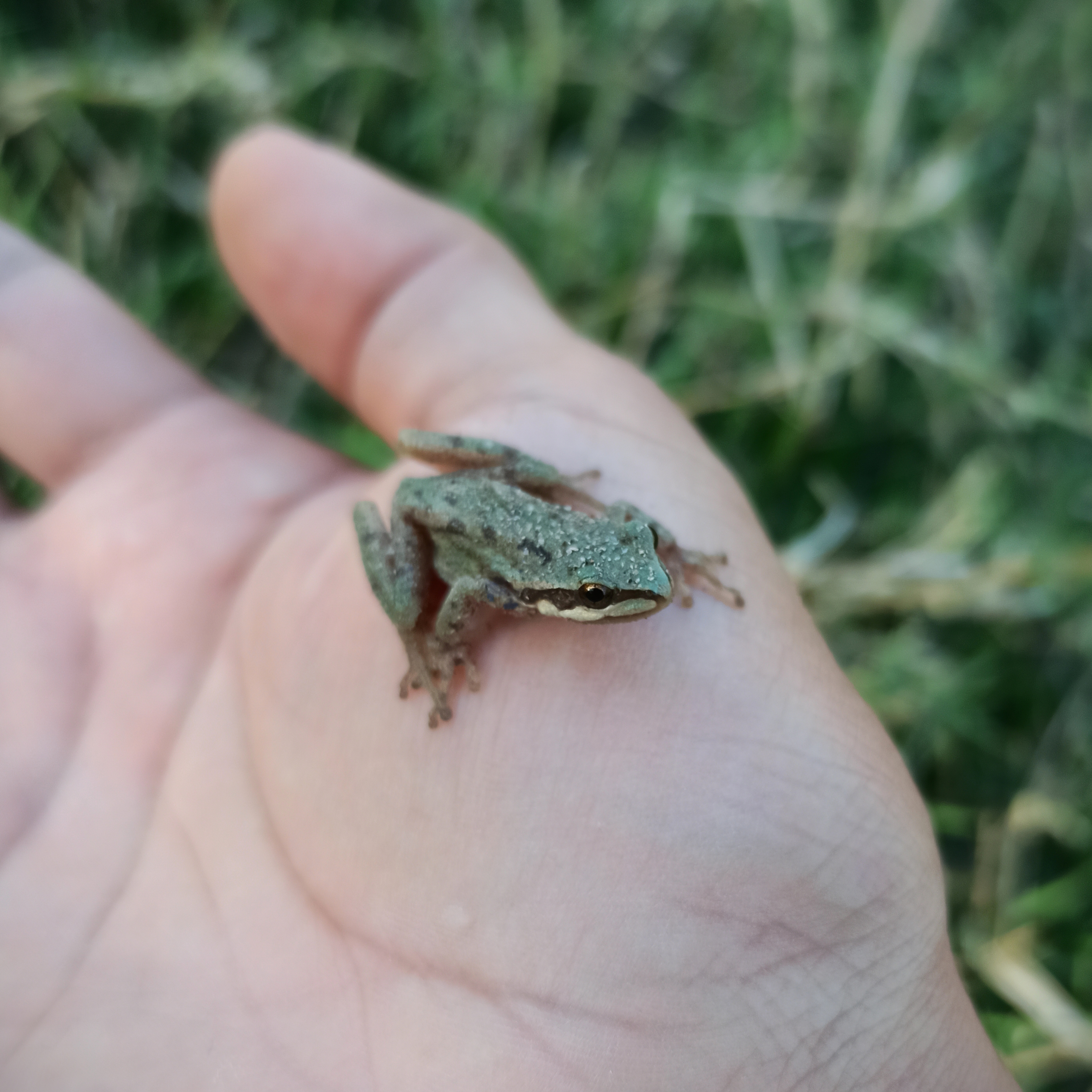
Hyla eximia
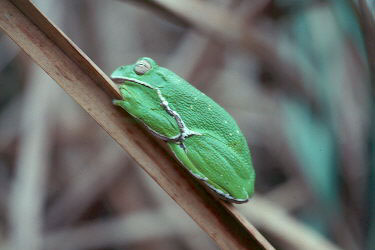
Hyla gratiosa
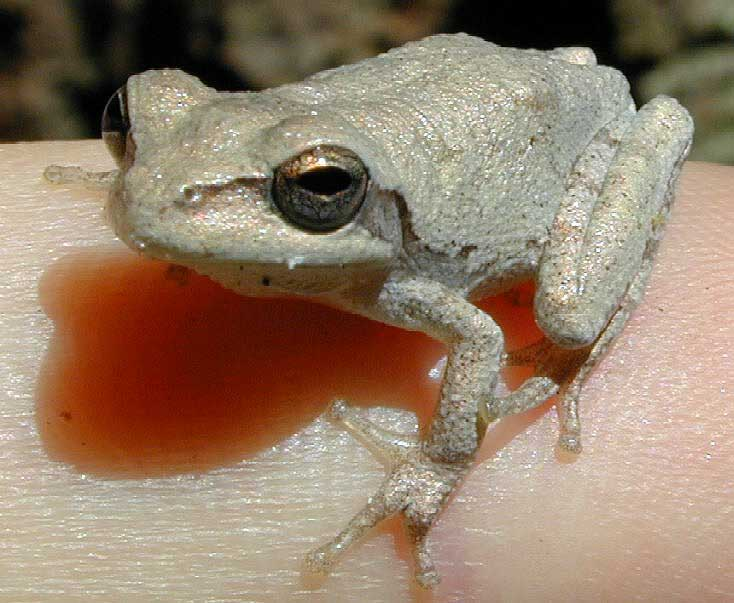
Hyla femoralis
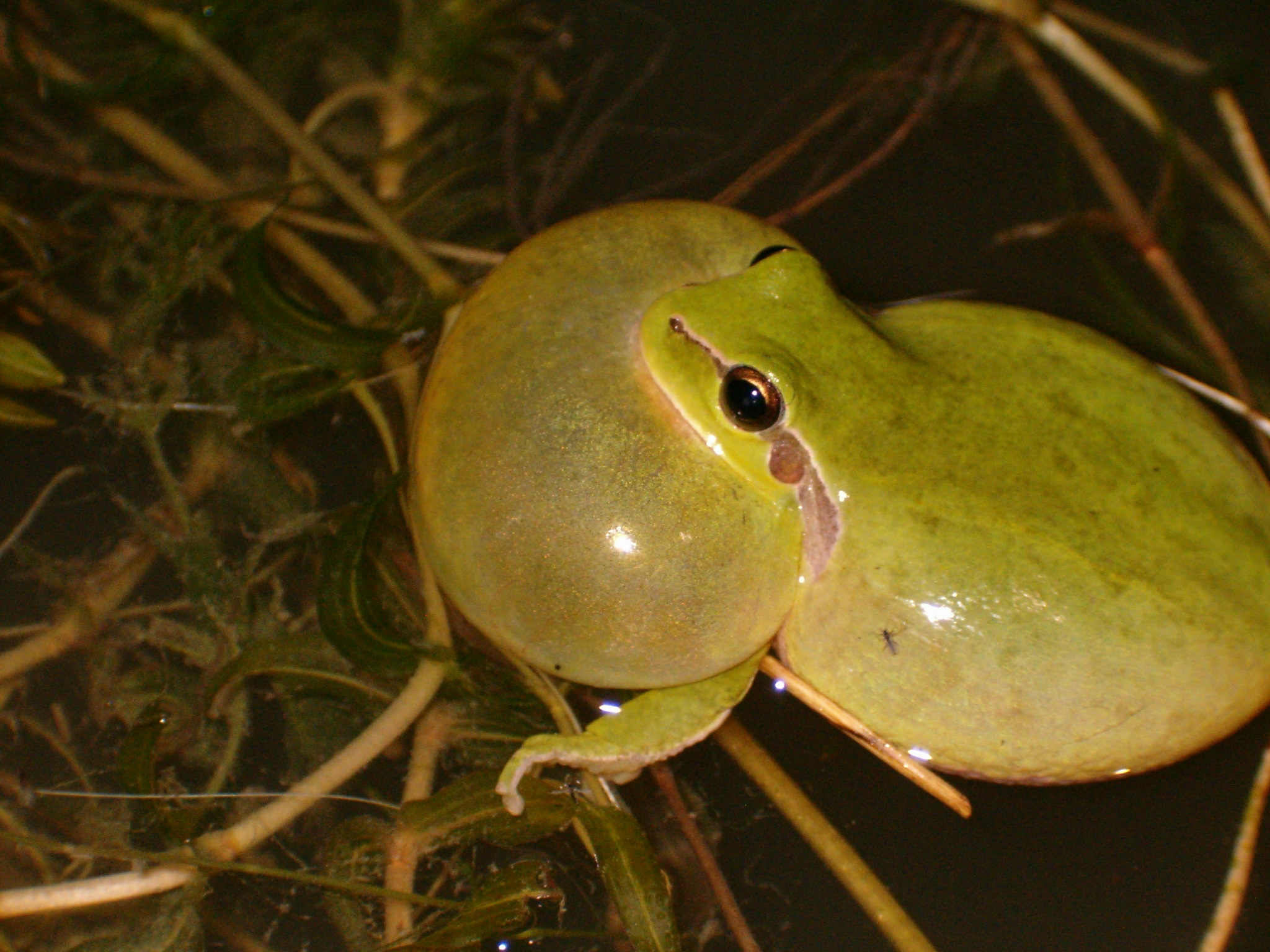
Hyla meridionalis
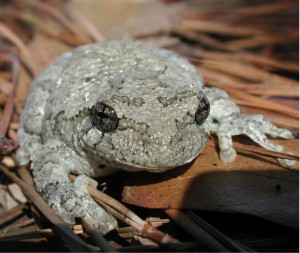
Hyla versicolor